# Charlàs
Charlàs (francès Charlas) és un municipi de Comenge, a Gascunya, en el departament de l'Alta Garona, a la regió d'Occitània.